# 水橋孝
水橋 孝（みずはし たかし、1943年3月2日 - ）は、日本のジャズ・ベース奏者。北海道夕張市生まれ。愛称はGONさん。

## 来歴
1970年にジョージ大塚のグループに参加したのを皮切りに、今田勝、大野雄二、菅野邦彦各トリオのメンバーを務める。74年自己のトリオを結成し、以後リーダー、サイドマンとして国内外の多くのミュージシャンと共演している。日本を代表するジャズ・ベーシストの一人であり、国内はもとより海外での評価も高い。アルバム『ONE TUESDAY IN NEW YORK 』で共演したハービー・ハンコックは、水橋を『日本人の最もソウルフルな男』と評し、オリジナル曲「BLUES　FOR　GONSAN」を贈っている。
「ジャパン・ベース・プレイヤーズ・クラブ」の会長も務める。

## ディスコグラフィー

### リーダー作
- When A Man Loves A Woman(1974)
- WHO CARES(1974)
- DAY DREAM(1975)
- ONLY TRUST YOUR HEART(1976)
- ONE TUESDAY IN NEW YORK(1977)
- EARLY SUMMER IN TOKYO(1978)
- GON'S DELIGHT(1979)
- INTERPLAY NOW(1981)
- Waltz For Debby(1995)
- ONE BY ONE(1997)
- When A Man Loves A Woman(2000)
- MR. BOJANGLES(2005)
- ONE TWO TWO THREE(2007)

### 参加作品
- クリス・コナー『ソフトリー・アンド・スウィンギン』(1969)
- 笠井紀美子『ジャスト・フレンズ 笠井紀美子コンサート』(1970)
- デイヴ・バレル『LUSH LIFE』(1973)
- デイヴ・バレル『ROUND MIDNIGHT』(1973)
- ミッキー・タッカー『THEME FOR A WOOGIE BOOGIE』(1979)
- アーチー・シェップ『TRAY OF SILVER』(1979)
- マリオン・ブラウン『79118 LIVE』(1979)
- ジョージ川口『ジョージ川口プレイズ・ハービー・ハンコック』(1987)